# مطر ودموع (أغنية أفروديت تشايلد)
مطر ودموع (بالإنجليزية: Rain and Tears)‏ هي أغنية للفريق اليوناني "طفل أفروديت (بالإنجليزية: Aphrodite's Child)‏" تم إصدارها كأغنية فردية في عام 1968، ثم صدرت في ألبوم استديو الفريق عام 1968 «نهاية العالم End of the World»، كتب الأغنية إيفانجيلوس باباثاناسيو والفرنسي بوريس بيرمان.
ظهرت الأغنية في قوائم أفضل الأغاني في أوروبا، حيث بلغت المرتبة الثانية في هولندا وسويسرا وفرنسا وإيطاليا والنرويج، وفي بلجيكا بلغت المرتبة الأولى في «الونيا» (الجزء المتحدث بالفرنسية)، والمرتبة السابعة في «فلاندرز» (الجزء المتحدث باللغة الهولندية). حصلت الأغنية عام 1969، على جائزة «القرص الذهبي» (الجائزة الرئيسية؛ تُمنح لأفضل أغنية فردية في العام).

## طاقم العزف والتسجيل
فانجليس باباثاناسيو: لوحات المفاتيح (كيبورد) واورج وبيانو وفيبرافون وفلوت وغناء مساعد
ديميس روسوس: غناء وجيتار باس وجيتار صوتي (اكوستيك)
لوكاس سيديراس: طبول وايقاع
سيلفر كولوريس: جيتار رئيسي

## نسخة ديميس روسوس
قام عضو فريق أفروديت تشايلد «ديميس روسوس»، بعد انفصاله عن الفريق، بغناء الأغنية على المسرح واصدارها في ألبومه «قصة ديميس روسوس» عام 1987.

## نسخة داليدا
سجلت المغنية الفرنسية الإيطالية داليدا عام 1968، الأغنية بثلاث نسخ مختلفة، مع كلمات فرنسية تحت عنوان «بعض دموع من المطر»، ومع كلمات ألمانية تحت عنوان «موسم الأمطار – البكاء»، ومع كلمات إيطالية عام 1969 تحت عنوان «دموع وامطار».

## كلمات الأغنية
المطر والدموع هما نفس الشيء Rain and tears are the same
لكن في الشمس عليك أن تلعب اللعبة But in the sun you've got to play the game
عندما تبكي When you cry
في فصل الشتاء In winter time
يمكنك التظاهر You can pretend
أنه لا شيء سوى المطر It's nothing but the rain
كم مرة رأيت How many times I've seen
الدموع تنهمر من عيونك الزرقاء Tears coming from your blue eyes
المطر والدموع هما نفس الشيء Rain and tears, are the same
لكن في الشمس But in the sun
عليك أن تلعب اللعبة You've got to play the game
أعطني إجابة يا حبيبي (Give me an answer, love (oh
اريد اجابة يا حبيبي (I need an answer, love (oh
المطر والدموع في الشمس Rain and tears in the sun
لكن في قلبك But in your heart
تشعر بموجات قوس قزح You feel the rainbow waves
المطر والدموع Rain and tears
أتجنب كلاهما Both I shun
لأنه في قلبي لن تكون هناك شمس For in my heart there’ll never be a sun
المطر والدموع هما نفس الشيء Rain and tears, are the same
لكن في الشمس But in the sun
عليك أن تلعب اللعبة You've got to play the game
لعبه Game